# 3089 Oujianquan
3089 Oujianquan este un asteroid din centura principală, descoperit pe 3 decembrie 1981, de Observatorul Zijinshan.